# Amtsbezirk Laupen
Der Amtsbezirk Laupen war bis zum 31. Dezember 2009 eine Verwaltungseinheit mit Hauptort Laupen im Kanton Bern. Der Amtsbezirk umfasste elf Gemeinden und hatte 14'507 Einwohner (Stand 31. Dezember 2008) auf 87,70 km².
| Name der Gemeinde | Einwohner (31. Dez. 2008) | Fläche in km² | Einwohner pro km² |
| ----------------- | ------------------------- | ------------- | ----------------- |
| Clavaleyres       | 49                        | 1,00          | 49                |
| Ferenbalm         | 1'242                     | 9,17          | 135               |
| Frauenkappelen    | 1'272                     | 9,29          | 137               |
| Golaten           | 291                       | 2,79          | 104               |
| Gurbrü            | 257                       | 1,86          | 138               |
| Kriechenwil       | 401                       | 4,74          | 85                |
| Laupen            | 2'779                     | 4,13          | 673               |
| Mühleberg         | 2'640                     | 26,26         | 101               |
| Münchenwiler      | 399                       | 2,48          | 161               |
| Neuenegg          | 4'773                     | 21,83         | 219               |
| Wileroltigen      | 404                       | 4,15          | 97                |
| Total (11)        | 14'507                    | 87,70         | 165               |

## Veränderungen im Gemeindebestand

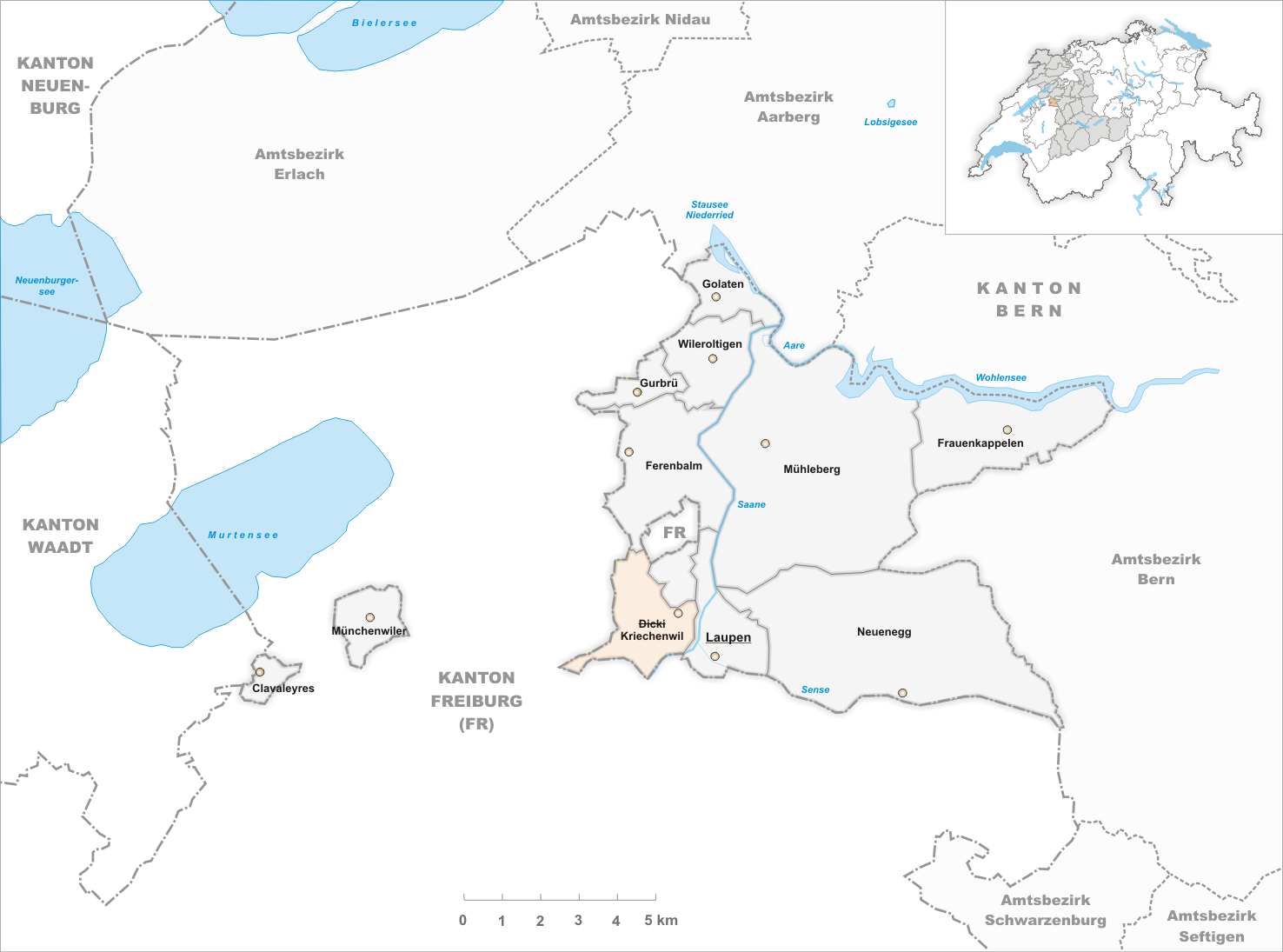
Gemeinden bis 1958
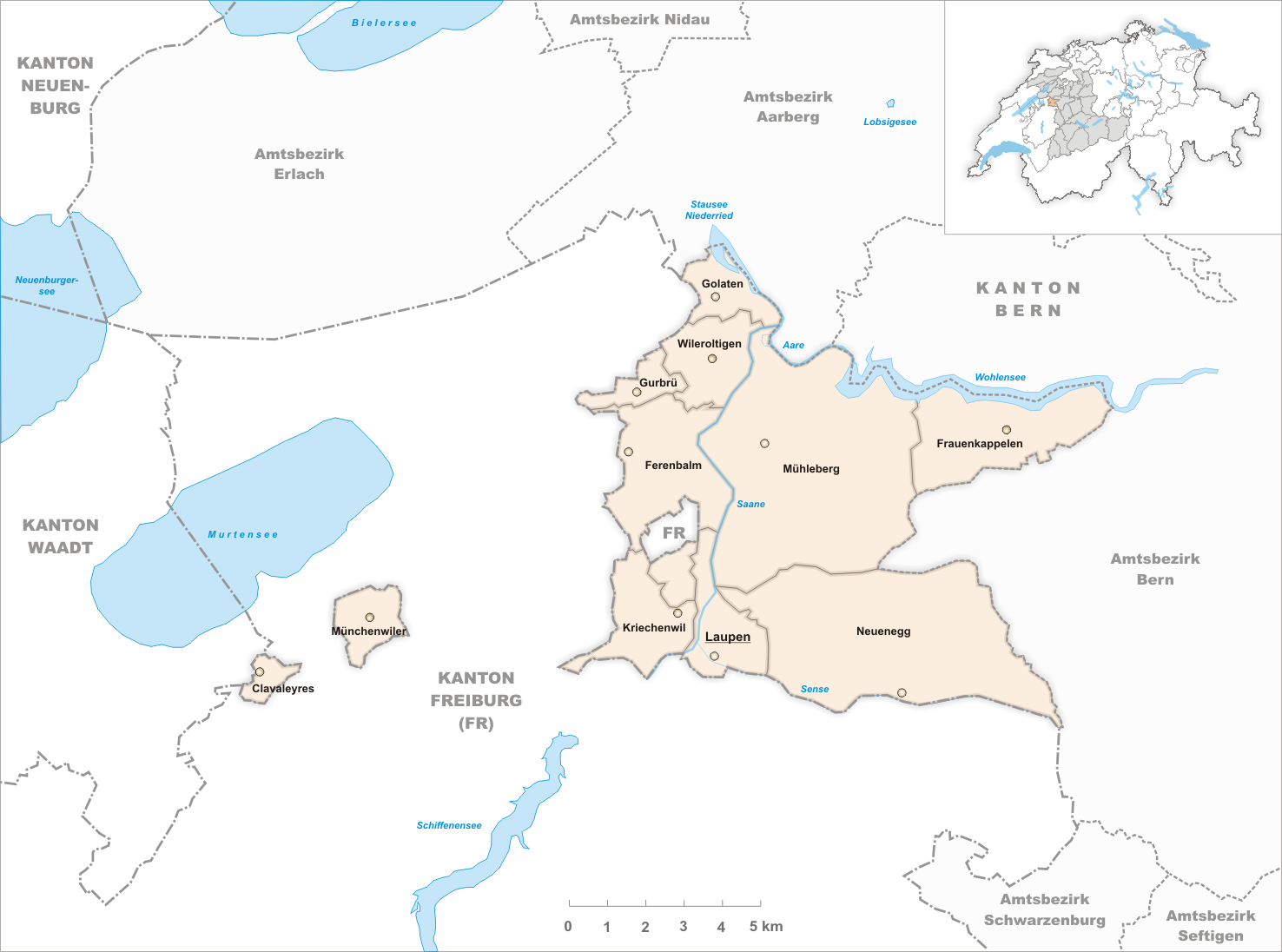
Gemeinden bis 2009

- 1959: Namensänderung von Dicki → Kriechenwil
- 2010: Bezirkswechsel aller 11 Gemeinden vom Amtsbezirk Laupen → Verwaltungskreis Bern-Mittelland